# 강응천
강응천은 대한민국의 출판기획자이자 역사저술가이다.

## 활동
- 1996년 <문명 속으로 뛰어든 그리스 신들>(사계절출판사)을 썼다.
- 1999년 <세계사신문>(3권, 사계절출판사), 2004년 <한국생활사박물관>(12권, 사계절출판사)를 기획 출간하여 "1990년대 후반 이후 강응천이란 이름 석 자는 출판계와 독서계에서 대형 역사기획물의 상징이나 마찬가지"라는 평을 받았다[1].
- 2004년 <한국생활사박물관>으로 백상출판문화상 편집부문을 수상했다[2].
- 2007년 출판기획 문사철을 설립했다[3].
- 2009년 볼로냐 국제아동청소년도서전 한국 주빈국 행사의 문화예술 분야를 주관했다.
- 2006년 <청소년을 위한 라이벌 세계사>(그린비), 2008년 <세계사일주>(한겨레출판), <지하철 사호선>(효형출판),
- 2010년 <청소년을 위한 라이벌 한국사>(그린비), <고전을 펼치고 지구본을 돌려라>(토토북) 등 어린이 청소년을 대상으로 한 역사책을 꾸준히 집필하고 있다.

## 참고 문헌
- 책으로 세상을 꿈꾸다, 한국출판마케팅연구소, 2009.[쪽 번호 필요]